# Feldballe
Feldballe er en landsby på Djursland med 470 indbyggere  (2024). Feldballe er beliggende syv kilometer øst for Rønde og 12 kilometer nord for Ebeltoft.
Byen ligger i Region Midtjylland og hører under Syddjurs Kommune. Feldballe er beliggende i Feldballe Sogn.
I byen ligger Feldballe Kirke, Friland, Feldballe Friskole og Feldballe hallen.
Feldballe blev udnævnt til Årets Landsby i Region Midtjylland i 2016.